# اس. دابلیو. آر. دی. باندرانایکه
اس. دابلیو. آر. دی. باندرانایکه (به تامیلی: சாலமன் வெஸ்ட் ரிச்சர்ட் டயஸ் பண்டாரநாயக்கா) چهارمین نخست‌وزیر سیلان (بعدها سری لانکا) بود که از سال ۱۹۵۶ تا زمان ترور اش به دست یک راهب بودایی در سال ۱۹۵۹ در این سمت کار کرد.
او در بریتانیا در دانشگاه آکسفورد تحصیل کرد و وکیل شد.
او با سیریماو بندارانایکه ازدواج کرد و سه فرزند داشت.